# アーネスト・ウィル作戦
アーネスト・ウィル作戦（英語：Operation Earnest Will）は、イラン・イラク戦争中の1987年7月24日から1988年9月26日にかけて行われたアメリカ軍によるクウェートのタンカーの船団護衛作戦である。ペルシア湾上において、イラン軍やイラク軍による船舶攻撃からの防衛を目的とした。この作戦には、アメリカ海軍の艦船のみならず、アメリカ空軍の早期警戒管制機やアメリカ陸軍の特殊作戦航空部隊も参加していた。

## 概要
イラン・イラク戦争においては、両軍ともペルシア湾を航行するタンカーへの攻撃を行っていた。クウェートは国土がペルシア湾の最奥にあり、また産油量も多かったことから、このタンカー攻撃により打撃をこうむっていた。
1986年11月にクウェート政府は国際連合安全保障理事会の各常任理事国に対し、船籍の変更を含むタンカーの保護を要請、アメリカが保護を引き受けることとなった。アメリカの法によれば、アメリカ船籍以外の民間船舶にアメリカ海軍の護衛をつけることはできないために、クウェートのタンカーはアメリカ船籍となり、アメリカの国旗を掲げて航行、アメリカ軍の護衛を受けることとなった。
この時点で、ペルシア湾は航行するにあたり十分危険な状態になっており、アーネスト・ウィル作戦発動前の1987年5月17日には、イラク軍の誤射により、アメリカ海軍のオリバー・ハザード・ペリー級ミサイルフリゲート「スターク」がエクゾセミサイルを被弾している。

## 作戦
アーネスト・ウィル作戦は、1987年7月24日から開始された。クウェートのタンカー・al-Rekkahreは、アメリカのタンカー・Bridgetonとしてペルシア湾を航行した。10月15日には、タンカー・Sea Isle Cityがイランのシルクワームミサイルの攻撃を受け、被弾、18名が負傷した。アメリカ海軍は反撃としてイランの石油プラットホーム2基を攻撃した。
1988年4月14日には、護衛任務中のフリゲートサミュエル・B・ロバーツが触雷した。その機雷はイラン軍のものと判明したために、アメリカ軍は4月18日にイラン軍に対し大規模な報復攻撃を行っている（プレイング・マンティス作戦）。
1988年7月3日には、ホルムズ海峡付近でミサイル巡洋艦ヴィンセンスがイラン航空のエアバスA300を撃墜し、民間人290名が犠牲になる事件も発生した。（イラン航空655便撃墜事件）
イラン・イラク戦争は1988年8月20日に停戦に至る。アーネスト・ウィル作戦はその後も続けられ、最後のタンカーの護衛は1988年9月26日のことであった。